# جيمس ماكلولين (دراج)
جيمس ماكلولين (بالإنجليزية: James McLaughlin)‏ هو دراج بريطاني، ولد في 2 أكتوبر 1990 في غيرنزي ‏ في غيرنزي.

## وصلات خارجية
- جيمس ماكلولين على موقع إحصائيات الدراجات الإحترافية (الإنجليزية)